# Ронде (остров)
Ронде (англ. Ronde Island) — частный остров площадью 8,1 км², расположен в 32 км от столицы страны Сент-Джорджес, в цепи Малых Антильских островов, в Карибском море, Гренада.
Остров был выставлен на продажу (по состоянию на октябрь 2007 года) за 100 000 000 долларов США, что сейчас делает его одним из самых дорогих островных объектов в мире. По словам риелторов этот остров как «чистый холст» и является «чистым куском земли», поэтому была выставлена такая большая цена.
Как пишет журнал «GQ»: «Организовав здесь элитный курорт или занявшись строительством частных вилл для их последующей перепродажи, можно заработать более миллиарда долларов».

## География
Ронде имеет волнистый ландшафт, с небольшими холмами, бухтами и долинами. Остров окружён коралловыми каньонами и другими маленькими островами (Ронде включает в себя остров Кай), а неподалёку от него находится подводная пещера. Также в 8 км к западу от острова находится активный подводный вулкан Кик-Эм-Дженни.